# William Farish
William Farish (1759 – 1837) è stato uno scienziato e chimico inglese.
Fu il primo presidente della Cambridge Philosophical Society. È considerato il padre della prospettiva isometrica. Fu il primo a sviluppare ed applicare alla valutazione scolastica il "voto" inteso come valutazione quantitativa del livello di apprendimento.

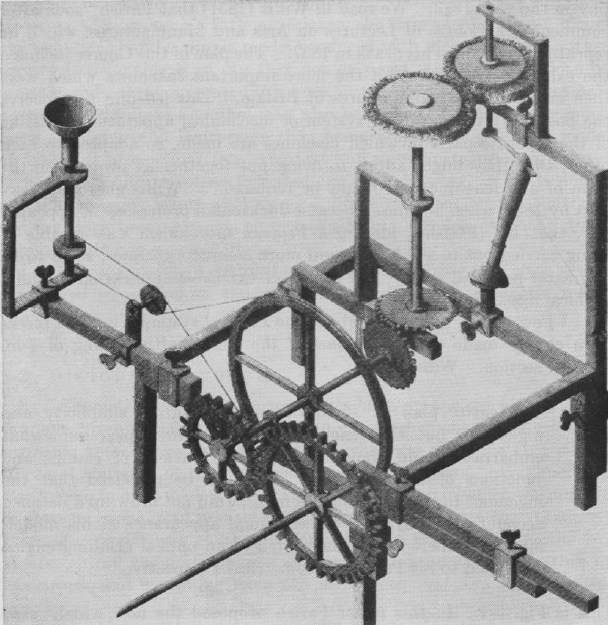
Disegno in prospettiva isometrica di William Farish (1822)

## Biografia
William Farish era figlio del reverendo James Farish (1714-1783), vicario di Stanwix vicino a Carlisle nell'Inghilterra Nord-occidentale. Entrò come sizar nel Magdalene College di Cambridge nel 1774 e si laureò BA nel 1778 ottenendo il senior Wrangler e vincendo il Premio Smith quale miglior studente in Fisica e Matematica. Nel 1792 fu eletto Proctor. Divenne Professore di Chimica nel 1794 e vi rimase fino al 1813. Nel 1813 divenne titolare della cattedra Jacksonian della filosofia naturale e vi rimase fino alla sua morte.
Nel 1819, alla fondazione della Cambridge Philosophical Society, fu eletto come primo presidente.
Morì a Little Stonham nel Suffolk, il 12 gennaio 1837.

## Opere
- William Farish, A plan of a course of lectures on arts and manufactures: more particularly such as relate to chemistry, University of Cambridge, 1803.
- William Farish, A Report of the Formation of the Cambridge Auxiliary Bible Societ, Hodson, 1812.
- William Farish, On Isometrical Perspective, University of Cambridge, 1820.